# Einzeltanz

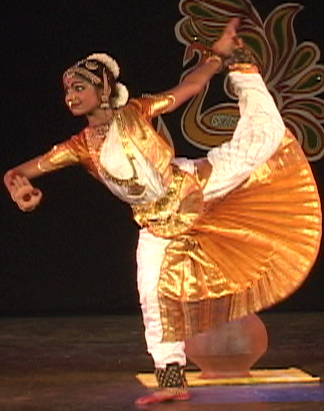
Bharatanatyam

Ein Einzeltanz ist ein Tanz, der von einer einzelnen Person getanzt wird. Im Gegensatz zum Paar- oder Gruppentanz sind also keine weiteren Personen notwendig. Beispiele für Einzeltänze sind Orientalischer Tanz, Breakdance, Capoeira, Powwowtanz, Stepptanz, Striptease, Zeibekikos und Tsifteteli.
Vielfach tanzen Einzeltänzer bei Publikums-Tanzveranstaltungen auf der Tanzfläche mit und fallen durch die übliche offene Tanzweise nicht als solche auf.  